# Ekkehard Uhlmann
Ekkehard Uhlmann (* 8. September 1959 in Karl-Marx-Stadt) ist ein deutscher Politiker (KPD, später parteilos) und ehemaliges Mitglied des Sächsischen Landtages.

## Leben
Nach Besuch der POS in Karl-Marx-Stadt arbeitete Ekkehard Uhlmann 1978 als Fahrzeugschlosser in Karl-Marx-Stadt. Nach einer Weiterbildung im Deutschen Roten Kreuz war er als Instrukteur für Bildung und Erziehung tätig. Nach einer weiteren Weiterbildung im Strafvollzug und in der Bezirksakademie für Gesundheits- und Sozialwesen folgte eine Tätigkeit als Krankenpfleger im Medizinischen Dienst der Justizvollzugsanstalt Chemnitz.
Uhlmann ist Mitglied der ÖTV und der Gesellschaft für Notfallmedizin des Deutschen Roten Kreuzes.
Uhlmann ist verheiratet und hat zwei Kinder.

## Politik
Ekkehard Uhlmann war ab September 1990 Parteivorsitzender der KPD. Ebenfalls 1990 war er Mitglied der Zentralen Schiedskommission des ANTIFA-Bundes.
Im Oktober 1990 zog Uhlmann über die Landesliste der LINKE LISTE.PDS, einem Wahlbündnis aus PDS, KPD und anderen Gruppen, in den Sächsischen Landtag ein. Dort war er Mitglied im Innenausschuss. 1993 verließ er die PDS-Fraktion und gehörte dem Landtag bis zum Ende der Wahlperiode 1994 als fraktionsloser Abgeordneter an.
Bereits 1992 trat er infolge des Parteieintritts Erich Honeckers von seiner Position als KPD-Vorsitzender zurück und verließ die Partei gleichzeitig.

## Belege
- Klaus-Jürgen Holzapfel (Hrsg.): Sächsischer Landtag: 1. Wahlperiode, 1990–1994; Volkshandbuch. NDV Neue Darmstädter Verlagsanstalt, Rheinbreitbach 1991, ISBN 3-87576-265-7. S. 66 (Ausschuss: S. 83). (Stand Mai 1991)